# Кения на летних Олимпийских играх 2016
Кения на летних Олимпийских играх 2016 года была представлена 79 спортсменами в 7 видах спорта. Кенийская сборная стала самой многочисленной в истории выступления страны на Олимпийских играх. Во многом это стало возможным благодаря возвращению в программу Игр соревнований по регби, где кенийцы традиционно претендуют на медали крупных международных турниров. Знаменосцем сборной Кении на церемонии открытия Игр стала первая с 2000 года кенийская участница олимпийских соревнований в стрельбе из лука Шехзана Анвар, а на церемонии закрытия — легкоатлетка Мерси Чероно, ставшая четвёртой на дистанции 5000 метров. По итогам соревнований сборная Кении завоевала 6 золотых медалей, тем самым повторив собственный рекорд по количеству наград высшей пробы на одних Олимпийских играх, установленный в 2008 году. Также на счету кенийских спортсменов было 6 серебряных и 1 бронзовая медаль, что также позволило сборной Кении занять 15-е место в неофициальном медальном зачёте.

## Медали
| Золото  |                   |                                                               |            |
| №       | Спортсмены        | Вид спорта (дисциплина)                                       | Дата       |
| 1       | Джемима Сумгонг   | Лёгкая атлетика (марафон, женщины)                            | 14 августа |
| 2       | Дэвид Рудиша      | Лёгкая атлетика (бег на 800 метров, мужчины)                  | 15 августа |
| 3       | Фаит Кипьегон     | Лёгкая атлетика (бег на 1500 метров, женщины)                 | 16 августа |
| 4       | Консеслус Кипруто | Лёгкая атлетика (бег на 3000 метров с препятствиями, мужчины) | 17 августа |
| 5       | Вивиан Черуйот    | Лёгкая атлетика (бег на 5000 метров, женщины)                 | 19 августа |
| 6       | Элиуд Кипчоге     | Лёгкая атлетика (марафон, мужчины)                            | 21 августа |
| Серебро |                   |                                                               |            |
| №       | Спортсмены        | Вид спорта (дисциплина)                                       | Дата       |
| 1       | Вивиан Черуйот    | Лёгкая атлетика (бег на 10 000 метров, женщины)               | 12 августа |
| 2       | Пол Тануи         | Лёгкая атлетика (бег на 10 000 метров, мужчины)               | 13 августа |
| 3       | Хивин Джепкемои   | Лёгкая атлетика (бег на 3000 метров с препятствиями, женщины) | 15 августа |
| 4       | Бонифаций Тумути  | Лёгкая атлетика (бег на 400 метров с барьерами, мужчины)      | 18 августа |
| 5       | Хеллен Обири      | Лёгкая атлетика (бег на 5000 метров, женщины)                 | 19 августа |
| 6       | Джулиус Йего      | Лёгкая атлетика (метание копья, мужчины)                      | 20 августа |
| Бронза  |                   |                                                               |            |
| №       | Спортсмены        | Вид спорта (дисциплина)                                       | Дата       |
| 1       | Маргарет Вамбуи   | Лёгкая атлетика (бег на 800 метров, женщины)                  | 20 августа |

## Состав сборной
Бокс
1. Питер Варуи
2. Бенсон Гичару
3. Рейтон Оквири

 Дзюдо
1. Киплангат Санг

 Лёгкая атлетика
1. Николас Бетт
2. Стэнли Бивотт
3. Симон Вачира
4. Самуэль Гатимба
5. Джулиус Йего
6. Бедан Кароки
7. Рональд Квемои
8. Эзекиль Кембои
9. Рэймонд Кибет
10. Альфред Кипкетер
11. Асбель Кипроп
12. Бримин Кипруто
13. Консеслус Кипруто
14. Джеффри Кипсанг
15. Элиуд Кипчоге
16. Альфас Кишоян
17. Уэсли Корир
18. Арон Коэч
19. Исайя Коэч
20. Элайджа Манангои
21. Майк Мокамба
22. Чарльз Мунерия
23. Калеб Ндику
24. Карвин Нканата
25. Фергюсон Ротич
26. Дэвид Рудиша
27. Алекс Сампао
28. Пол Тануи
29. Бонифаций Тумути
30. Элис Апрот
31. Маргарет Вамбуи
32. Грейс Ванжиру
33. Морин Джелагат
34. Хивин Джепкемои
35. Висилин Джепкешо
36. Хела Кипроп
37. Фейс Кипьегон
38. Виола Лагат
39. Хеллен Обири
40. Лидия Ротич
41. Бетси Сайна
42. Юнис Сум
43. Джемима Сумгонг
44. Винни Чебет
45. Нэнси Чепквемои
46. Беатрис Чепкоеч
47. Мерси Чероно
48. Вивиан Черуйот

 Плавание
1. Хамдан Баюсуф
2. Талиса Ланой

 Регби-7
1. Бико Адема
2. Оскар Айоди
3. Вилли Амбака
4. Эндрю Амонде
5. Оскар Ума Ачиенг
6. Коллинс Инжера
7. Хамфри Каянге
8. Лугонзо Лигами
9. Буш Мвале
10. Билли Одиамбо
11. Самуэль Олиеч
12. Деннис Омбачи
13. Кэтрин Абилла
14. Джанет Авино
15. Линет Араса
16. Селестин Масинде
17. Рэйчел Мбого
18. Дорин Нзива
19. Кэмилайн Ойюайо
20. Джанет Окело
21. Филадельфия Оландо
22. Ирен Отьено
23. Стейси Отьено
24. Шейла Чаджира

 Стрельба из лука
1. Шехзана Анвар

 Тяжёлая атлетика
1. Джеймс Адеде

## Результаты соревнований

### Бокс
Квоты, завоёванные спортсменами являются именными. Если от одной страны путёвки на Игры завоюют два и более спортсмена, то право выбора боксёра предоставляется национальному Олимпийскому комитету. Соревнования по боксу проходят по системе плей-офф. Для победы в олимпийском турнире боксёру необходимо одержать либо четыре, либо пять побед в зависимости от жеребьёвки соревнований. Оба спортсмена, проигравшие в полуфинальных поединках, становятся обладателями бронзовых наград.
Мужчины
| Категория | Спортсмены    | Первый раунд           | Второй раунд          | Четвертьфинал             | Полуфинал            | Финал                | Место                |
| Категория | Спортсмены    | Соперник Результат     | Соперник Результат    | Соперник Результат        | Соперник Результат   | Соперник Результат   | Место                |
| --------- | ------------- | ---------------------- | --------------------- | ------------------------- | -------------------- | -------------------- | -------------------- |
| до 49 кг  | Питер Варуи   | не участвовал          | CHNЛюй Бинь (8) В 2:1 | CUBХ. Архилагос (1) П 0:3 | завершил выступление | завершил выступление | завершил выступление |
| до 56 кг  | Бенсон Гичару | MGLЭ. Цэндбаатар П 0:3 | завершил выступление  | завершил выступление      | завершил выступление | завершил выступление | завершил выступление |
| до 69 кг  | Рейтон Оквири | RUSА. Замковой В 2:1   | MARМ. Рабии :         |                           |                      |                      |                      |

### Водные виды спорта

#### Плавание
В следующий раунд на каждой дистанции проходят спортсмены, показавшие лучший результат, независимо от места, занятого в своём заплыве.
Мужчины
| Дистанция           | Спортсмены    | Предварительный раунд | Предварительный раунд | Предварительный раунд | Полуфинал            | Полуфинал            | Полуфинал            | Финал                | Финал                |
| Дистанция           | Спортсмены    | Заплыв                | Результат             | Место                 | Заплыв               | Результат            | Место                | Результат            | Место                |
| ------------------- | ------------- | --------------------- | --------------------- | --------------------- | -------------------- | -------------------- | -------------------- | -------------------- | -------------------- |
| 100 метров на спине | Хамдан Баюсуф | 1                     | 1:00,28               | 38                    | завершил выступление | завершил выступление | завершил выступление | завершил выступление | завершил выступление |

Женщины
| Дистанция           | Спортсмены   | Предварительный раунд | Предварительный раунд | Предварительный раунд | Полуфинал             | Полуфинал             | Полуфинал             | Финал                 | Финал                 |
| Дистанция           | Спортсмены   | Заплыв                | Результат             | Место                 | Заплыв                | Результат             | Место                 | Результат             | Место                 |
| ------------------- | ------------ | --------------------- | --------------------- | --------------------- | --------------------- | --------------------- | --------------------- | --------------------- | --------------------- |
| 100 метров на спине | Талиса Ланой | 2                     | 1:10,02               | 33                    | завершила выступление | завершила выступление | завершила выступление | завершила выступление | завершила выступление |

### Дзюдо
Соревнования по дзюдо проводились по системе с выбыванием. В утешительные раунды попадали спортсмены, проигравшие полуфиналистам турнира. Два спортсмена, одержавших победу в утешительном раунде, в поединке за бронзу сражались с дзюдоистами, проигравшими в полуфинале.
Мужчины
| Категория | Спортсмены     | 1/32 финала        | 1/16 финала         | 1/8 финала           | Четвертьфинал        | Полуфинал            | Финал                | Место |
| Категория | Спортсмены     | Соперник Результат | Соперник Результат  | Соперник Результат   | Соперник Результат   | Соперник Результат   | Соперник Результат   | Место |
| --------- | -------------- | ------------------ | ------------------- | -------------------- | -------------------- | -------------------- | -------------------- | ----- |
| до 90 кг  | Киплангат Санг | не участвовал      | HUNК. Тот П 000:100 | завершил выступление | завершил выступление | завершил выступление | завершил выступление | 17    |

### Лёгкая атлетика
Мужчины
Беговые дисциплины
| Дисциплина                         | Спортсмен         | Предварительный раунд | Предварительный раунд | Предварительный раунд | Четвертьфиналы | Четвертьфиналы | Четвертьфиналы | Полуфиналы    | Полуфиналы    | Полуфиналы    | Финал | Финал |
| Дисциплина                         | Спортсмен         | Забег                 | Время                 | Место                 | Забег          | Время          | Место          | Забег         | Время         | Место         | Время | Место |
| ---------------------------------- | ----------------- | --------------------- | --------------------- | --------------------- | -------------- | -------------- | -------------- | ------------- | ------------- | ------------- | ----- | ----- |
| бег на 200 метров                  | Карвин Нканата    |                       |                       |                       | не проводится  | не проводится  | не проводится  |               |               |               |       |       |
| бег на 200 метров                  | Майк Мокамба      |                       |                       |                       | не проводится  | не проводится  | не проводится  |               |               |               |       |       |
| бег на 400 метров                  | Раймонд Кибет     |                       |                       |                       | не проводится  | не проводится  | не проводится  |               |               |               |       |       |
| бег на 400 метров                  | Альфонс Кишоян    |                       |                       |                       | не проводится  | не проводится  | не проводится  |               |               |               |       |       |
| бег на 400 метров                  | Алекс Сампао      |                       |                       |                       | не проводится  | не проводится  | не проводится  |               |               |               |       |       |
| бег на 800 метров                  | Дэвид Рудиша      |                       |                       |                       | не проводится  | не проводится  | не проводится  |               |               |               |       |       |
| бег на 800 метров                  | Фергюсон Ротич    |                       |                       |                       | не проводится  | не проводится  | не проводится  |               |               |               |       |       |
| бег на 800 метров                  | Альфред Кипкетер  |                       |                       |                       | не проводится  | не проводится  | не проводится  |               |               |               |       |       |
| бег на 1500 метров                 | Асбель Кипроп     |                       |                       |                       | не проводится  | не проводится  | не проводится  |               |               |               |       |       |
| бег на 1500 метров                 | Рональд Квемои    |                       |                       |                       | не проводится  | не проводится  | не проводится  |               |               |               |       |       |
| бег на 1500 метров                 | Элайджа Манангои  |                       |                       |                       | не проводится  | не проводится  | не проводится  |               |               |               |       |       |
| бег на 5000 метров                 | Калеб Ндику       |                       |                       |                       | не проводится  | не проводится  | не проводится  | не проводится | не проводится | не проводится |       |       |
| бег на 5000 метров                 | Исайя Коэч        |                       |                       |                       | не проводится  | не проводится  | не проводится  | не проводится | не проводится | не проводится |       |       |
| бег на 5000 метров                 | Чарльз Мунерия    |                       |                       |                       | не проводится  | не проводится  | не проводится  | не проводится | не проводится | не проводится |       |       |
| бег на 10 000 метров               | Пол Тануи         | не проводится         | не проводится         | не проводится         | не проводится  | не проводится  | не проводится  | не проводится | не проводится | не проводится |       |       |
| бег на 10 000 метров               | Бедан Кароки      | не проводится         | не проводится         | не проводится         | не проводится  | не проводится  | не проводится  | не проводится | не проводится | не проводится |       |       |
| бег на 10 000 метров               | Джеффри Камворор  | не проводится         | не проводится         | не проводится         | не проводится  | не проводится  | не проводится  | не проводится | не проводится | не проводится |       |       |
| бег на 3000 метров с препятствиями | Консеслус Кипруто |                       |                       |                       | не проводится  | не проводится  | не проводится  | не проводится | не проводится | не проводится |       |       |
| бег на 3000 метров с препятствиями | Бримин Кипруто    |                       |                       |                       | не проводится  | не проводится  | не проводится  | не проводится | не проводится | не проводится |       |       |
| бег на 3000 метров с препятствиями | Эзекиль Кембои    |                       |                       |                       | не проводится  | не проводится  | не проводится  | не проводится | не проводится | не проводится |       |       |
| бег на 400 метров с барьерами      | Бонифаций Тумути  |                       |                       |                       | не проводится  | не проводится  | не проводится  |               |               |               |       |       |
| бег на 400 метров с барьерами      | Арон Коэч         |                       |                       |                       | не проводится  | не проводится  | не проводится  |               |               |               |       |       |
| бег на 400 метров с барьерами      | Николас Бетт      |                       |                       |                       | не проводится  | не проводится  | не проводится  |               |               |               |       |       |

Шоссейные дисциплины
| Дисциплина              | Спортсмен       | Время | Место | Отставание |
| ----------------------- | --------------- | ----- | ----- | ---------- |
| марафон                 | Элиуд Кипчоге   |       |       |            |
| марафон                 | Стэнли Бивотт   |       |       |            |
| марафон                 | Уэсли Корир     |       |       |            |
| ходьба на 20 километров | Самуэль Гатимба |       |       |            |
| ходьба на 20 километров | Саймон Вачира   |       |       |            |

Технические дисциплины
| Дисциплина    | Спортсмен    | Квалификация | Квалификация | Финал     | Финал |
| Дисциплина    | Спортсмен    | Результат    | Место        | Результат | Место |
| ------------- | ------------ | ------------ | ------------ | --------- | ----- |
| метание копья | Джулиус Йего |              |              |           |       |

Женщины
Беговые дисциплины
| Дисциплина                         | Спортсмен         | Предварительный раунд | Предварительный раунд | Предварительный раунд | Четвертьфиналы | Четвертьфиналы | Четвертьфиналы | Полуфиналы    | Полуфиналы    | Полуфиналы    | Финал | Финал |
| Дисциплина                         | Спортсмен         | Забег                 | Время                 | Место                 | Забег          | Время          | Место          | Забег         | Время         | Место         | Время | Место |
| ---------------------------------- | ----------------- | --------------------- | --------------------- | --------------------- | -------------- | -------------- | -------------- | ------------- | ------------- | ------------- | ----- | ----- |
| бег на 800 метров                  | Маргарет Вамбуи   |                       |                       |                       | не проводится  | не проводится  | не проводится  |               |               |               |       |       |
| бег на 800 метров                  | Винни Чебет       |                       |                       |                       | не проводится  | не проводится  | не проводится  |               |               |               |       |       |
| бег на 800 метров                  | Юнис Сум          |                       |                       |                       | не проводится  | не проводится  | не проводится  |               |               |               |       |       |
| бег на 1500 метров                 | Фейс Кипьегон     |                       |                       |                       | не проводится  | не проводится  | не проводится  |               |               |               |       |       |
| бег на 1500 метров                 | Виола Чепту Лагат |                       |                       |                       | не проводится  | не проводится  | не проводится  |               |               |               |       |       |
| бег на 1500 метров                 | Нэнси Чепквемои   |                       |                       |                       | не проводится  | не проводится  | не проводится  |               |               |               |       |       |
| бег на 5000 метров                 | Вивиан Черуйот    |                       |                       |                       | не проводится  | не проводится  | не проводится  | не проводится | не проводится | не проводится |       |       |
| бег на 5000 метров                 | Хеллен Обири      |                       |                       |                       | не проводится  | не проводится  | не проводится  | не проводится | не проводится | не проводится |       |       |
| бег на 5000 метров                 | Мерси Чероно      |                       |                       |                       | не проводится  | не проводится  | не проводится  | не проводится | не проводится | не проводится |       |       |
| бег на 10 000 метров               | Вивиан Черуйот    | не проводится         | не проводится         | не проводится         | не проводится  | не проводится  | не проводится  | не проводится | не проводится | не проводится |       |       |
| бег на 10 000 метров               | Элис Апрот        | не проводится         | не проводится         | не проводится         | не проводится  | не проводится  | не проводится  | не проводится | не проводится | не проводится |       |       |
| бег на 10 000 метров               | Бетси Сайна       | не проводится         | не проводится         | не проводится         | не проводится  | не проводится  | не проводится  | не проводится | не проводится | не проводится |       |       |
| бег на 3000 метров с препятствиями | Хивин Джепкемои   |                       |                       |                       | не проводится  | не проводится  | не проводится  | не проводится | не проводится | не проводится |       |       |
| бег на 3000 метров с препятствиями | Беатрис Чепкоеч   |                       |                       |                       | не проводится  | не проводится  | не проводится  | не проводится | не проводится | не проводится |       |       |
| бег на 3000 метров с препятствиями | Лидия Ротич       |                       |                       |                       | не проводится  | не проводится  | не проводится  | не проводится | не проводится | не проводится |       |       |
| бег на 400 метров с барьерами      | Морин Джелагат    |                       |                       |                       | не проводится  | не проводится  | не проводится  |               |               |               |       |       |

Шоссейные дисциплины
| Дисциплина              | Спортсмен        | Время | Место | Отставание |
| ----------------------- | ---------------- | ----- | ----- | ---------- |
| марафон                 | Джемима Сумгонг  |       |       |            |
| марафон                 | Висилин Джепкешо |       |       |            |
| марафон                 | Хела Кипроп      |       |       |            |
| ходьба на 20 километров | Грейс Ванджиру   |       |       |            |

### Регби-7

##### Мужчины
Мужская сборная Кении квалифицировалась на Игры, заняв первое место по итогам чемпионата Африки 2015 года.
Состав
Результаты
Групповой этап (Группа C)
| Место | Команда        | И | В | Н | П | ОЗ | ОП | +/- | Очки |
| ----- | -------------- | - | - | - | - | -- | -- | --- | ---- |
| 1     | Великобритания | 3 | 3 | 0 | 0 | 73 | 45 | +28 | 9    |
| 2     | Япония         | 3 | 2 | 0 | 1 | 64 | 40 | +24 | 7    |
| 3     | Новая Зеландия | 3 | 1 | 0 | 2 | 59 | 40 | +19 | 5    |
| 4     | Кения          | 3 | 0 | 0 | 3 | 19 | 90 | -71 | 3    |

| 9 августа 2016 12:00 UTC-3 | \| Великобритания \| 31:7 (24:0, 7:7) Протокол \| Кения \| \| Дэн Нортон 2' · Фил Бёрджес 5' · Дэн Бибби 6', 13' · Марк Беннетт 7+' · Том Митчелл 5', 7+', 13' · Том Митчелл 2' · Дэн Бибби 7' \| Голы \| Билли Одхиамбо 9' · Бико Адема 9' \| | Стадион Деодоро, Рио-де-Жанейро Судьи: Александр Руис |
| Великобритания | 31:7 (24:0, 7:7) Протокол | Кения                                                 |
| Дэн Нортон 2' · Фил Бёрджес 5' · Дэн Бибби 6', 13' · Марк Беннетт 7+' · Том Митчелл 5', 7+', 13' · Том Митчелл 2' · Дэн Бибби 7' | Голы | Билли Одхиамбо 9' · Бико Адема 9'                     |

| 9 августа 2016 17:30 UTC-3                                                                                                   | \| Новая Зеландия \| 28:5 (14:5, 14:0) Протокол \| Кения \| \| Штрафная попытка 4' · Акира Иоанне 5' · Аугустин Пулу 11' · Льюис Ормонд 14+' · Аугустин Пулу 4', 5', 11' · Гиллис Кака 14+' \| Голы \| Коллинз Инджера 1' · Бико Адема 1' \| | Стадион Деодоро, Рио-де-Жанейро Судьи: Федерико Ансельми |
| Новая Зеландия | 28:5 (14:5, 14:0) Протокол | Кения                                                    |
| Штрафная попытка 4' · Акира Иоанне 5' · Аугустин Пулу 11' · Льюис Ормонд 14+' · Аугустин Пулу 4', 5', 11' · Гиллис Кака 14+' | Голы | Коллинз Инджера 1' · Бико Адема 1'                       |

| 10 августа 2016 12:00 UTC-3         | \| Кения \| 7:31 (7:14, 0:17) Протокол \| Япония \| \| Коллинз Инджера 4' · Сэмюэл Олих 5' \| Голы \| Кадзюси Хано 2' · Ломано Лемеки 7+', 14' · Кадзухиро Гойя 9' · Штрафная попытка 11' · Кадзухиро Гойя 2', 7+', 11' · Кадзухиро Гойя 9' 14' \| | Стадион Деодоро, Рио-де-Жанейро Судьи: Мэттью О'Брайен                                                                                    |
| Кения                               | 7:31 (7:14, 0:17) Протокол | Япония |
| Коллинз Инджера 4' · Сэмюэл Олих 5' | Голы | Кадзюси Хано 2' · Ломано Лемеки 7+', 14' · Кадзухиро Гойя 9' · Штрафная попытка 11' · Кадзухиро Гойя 2', 7+', 11' · Кадзухиро Гойя 9' 14' |

Полуфинал за 9-12-е места
| 10 августа 2016 16:30 UTC-3                       | \| Испания \| 14:12 (7:5, 7:7) Протокол \| Кения \| \| Маркос Погги 7+', 9' · Франсиско Эрнандес 7+', 9' \| Голы \| Эндрю Амонде 4' · Билли Одиамбо 12' · Бико Адема 5' · Самуэль Олиех 12' \| | Стадион Деодоро, Рио-де-Жанейро Судьи: Таку Оцуки                       |
| Испания                                           | 14:12 (7:5, 7:7) Протокол | Кения                                                                   |
| Маркос Погги 7+', 9' · Франсиско Эрнандес 7+', 9' | Голы | Эндрю Амонде 4' · Билли Одиамбо 12' · Бико Адема 5' · Самуэль Олиех 12' |

##### Женщины
Женская сборная Кении квалифицировалась на Игры после отказа сборной ЮАР, занявшей первое место по итогам чемпионата Африки 2015 года.
Состав
| Номер | Имя                 | Дата рождения | Рост, см | Вес, кг | Клуб             | Игры | Очки    | Очки       | Очки     | Очки  |
| Номер | Имя                 | Дата рождения | Рост, см | Вес, кг | Клуб             | Игры | Попытки | Реализации | Штрафные | Всего |
| ----- | ------------------- | ------------- | -------- | ------- | ---------------- | ---- | ------- | ---------- | -------- | ----- |
| 1     | Стейси Отьено       | 27.09.1990    | 167      | 71      | ККБ Найроби      | 4    | 0       | 0          | 0        | 0     |
| 2     | Джанет Овино        | 08.08.1985    | 165      | 65      | Кения Харлекуинс | 5    | 0       | 2/6        | 0        | 4     |
| 3     | Шейла Чаджира       | 20.12.1993    | 165      | 73      | Кения Харлекуинс | 5    | 0       | 0          | 0        | 0     |
| 4     | Рейчел Мбого        | 20.12.1982    | 170      | 64      | Кения Харлекуинс | 4    | 0       | 0          | 0        | 0     |
| 5     | Линет Араса         | 01.01.1996    | 173      | 61      | Кения Харлекуинс | 2    | 0       | 0          | 0        | 0     |
| 6     | Кэмилайн Оюайо      | 16.04.1982    | 167      | 72      | РФК Мвамба       | 2    | 0       | 0          | 0        | 0     |
| 7     | Дорин Нзива         | 04.07.1982    | 157      | 70      | РФК Мвамба       | 5    | 1       | 0/1        | 0        | 5     |
| 8     | Джанет Окело        | 05.05.1992    | 172      | 60      | ККБ Найроби      | 5    | 3       | 0          | 0        | 15    |
| 9     | Ирен Отьено         | 26.03.1986    | 162      | 58      | Кения Харлекуинс | 5    | 1       | 0          | 0        | 5     |
| 10    | Кэтрин Абилла       | 01.04.1989    | 162      | 56      | РФК Мвамба       | 0    | 0       | 0          | 0        | 0     |
| 11    | Селестин Масинде    | 12.01.1987    | 162      | 60      | РФК Мвамба       | 5    | 2       | 0          | 0        | 10    |
| 12    | Филадельфия Орландо | 18.02.1990    | 154      | 72      | ККБ Найроби      | 5    | 0       | 0          | 0        | 0     |

| Должность      | Имя         | Гражданство | Дата рождения |
| -------------- | ----------- | ----------- | ------------- |
| Главный тренер | Майкл Шамиа | Кения       |               |

Результаты
Групповой этап (Группа B)
| Место | Команда        | И | В | Н | П | ОЗ  | ОП  | +/- | Очки |
| ----- | -------------- | - | - | - | - | --- | --- | --- | ---- |
| 1     | Новая Зеландия | 3 | 3 | 0 | 0 | 109 | 12  | +97 | 9    |
| 2     | Франция        | 3 | 2 | 0 | 1 | 71  | 40  | +31 | 7    |
| 3     | Испания        | 3 | 1 | 0 | 2 | 31  | 65  | -34 | 5    |
| 4     | Кения          | 3 | 0 | 0 | 3 | 17  | 111 | -94 | 3    |

| 6 августа 2016 11:30 UTC-3 | \| Новая Зеландия \| 52:0 (21:0, 31:0) Протокол \| Кения \| \| Портия Вудман 1', 8', 12' · Кайла Макалистер 3', 14+' · Хуриана Мануэль 6' · Гейл Бротон 10' · Ниалл Уильямс 14' · Тайла Натан-Вонг 1', 3', 6', 8', 10' · Келли Брейзия 14' · Тайла Натан-Вонг 12' · Келли Брейзия 14+' \| Голы \| \| | Стадион Деодоро, Рио-де-Жанейро Судьи: Сара Кокс |
| Новая Зеландия | 52:0 (21:0, 31:0) Протокол | Кения                                            |
| Портия Вудман 1', 8', 12' · Кайла Макалистер 3', 14+' · Хуриана Мануэль 6' · Гейл Бротон 10' · Ниалл Уильямс 14' · Тайла Натан-Вонг 1', 3', 6', 8', 10' · Келли Брейзия 14' · Тайла Натан-Вонг 12' · Келли Брейзия 14+' | Голы |                                                  |

| 6 августа 2016 16:00 UTC-3 | \| Франция \| 40:7 (14:7, 26:0) Протокол \| Кения \| \| Каролин Ладанью 4', 14' · Жад Ле Песк 7+' · Фанни Орта 8' · Лина Герин 11' · Одри Амьель 14+' · Жад Ле Песк 4', 7+', 9', 11' · Полин Бискарат 14+' · Жад Ле Песк 14' \| Голы \| Селестин Масинде 7' · Джанет Овино 7' \| | Стадион Деодоро, Рио-де-Жанейро Судьи: Альхамбра Ньевас |
| Франция | 40:7 (14:7, 26:0) Протокол | Кения                                                   |
| Каролин Ладанью 4', 14' · Жад Ле Песк 7+' · Фанни Орта 8' · Лина Герин 11' · Одри Амьель 14+' · Жад Ле Песк 4', 7+', 9', 11' · Полин Бискарат 14+' · Жад Ле Песк 14' | Голы | Селестин Масинде 7' · Джанет Овино 7'                   |

| 7 августа 2016 11:00 UTC-3                                                           | \| Испания \| 19:10 (5:5, 14:5) Протокол \| Кения \| \| Барбара Пла 1' · Марина Браво 9', 12' · Патрисия Гарсия 9', 13' · Патрисия Гарсия 2' \| Голы \| Дорин Нзива 6' · Джанет Окело 14+' · Джанет Овино 6' 14+' \| | Стадион Деодоро, Рио-де-Жанейро Судьи: Джеймс Болабиу     |
| Испания                                                                              | 19:10 (5:5, 14:5) Протокол | Кения                                                     |
| Барбара Пла 1' · Марина Браво 9', 12' · Патрисия Гарсия 9', 13' · Патрисия Гарсия 2' | Голы | Дорин Нзива 6' · Джанет Окело 14+' · Джанет Овино 6' 14+' |

Полуфинал за 9-12-е места
| 7 августа 2016 16:30 UTC-3 | \| Кения \| 0:24 (0:12, 0:12) Протокол \| Япония \| \| \| Голы \| Мари Ямагути 2', 6' · Ано Кувай 8' · Юка Канэмацу 13' · Юмэ Окурода 3' · Мио Яманака 14' · Юмэ Окурода 7' · Мио Яманака 9' \| | Стадион Деодоро, Рио-де-Жанейро Судьи: Эйми Барретт                                                                        |
| Кения                      | 0:24 (0:12, 0:12) Протокол | Япония |
|                            | Голы | Мари Ямагути 2', 6' · Ано Кувай 8' · Юка Канэмацу 13' · Юмэ Окурода 3' · Мио Яманака 14' · Юмэ Окурода 7' · Мио Яманака 9' |

Матч за 11-е место
| 8 августа 2016 12:30 UTC-3                                          | \| Колумбия \| 10:22 (10:5, 0:17) Протокол \| Кения \| \| Шарон Асеведо 1' · Катеринне Медина 7+' · Мария Лопера Валье 2' 7+' \| Голы \| Джанет Окело 5', 11' · Ирен Отьено 9' · Селестин Масинде 14+' · Джанет Овино 12' · Джанет Овино 5' 14+' · Дорин Нзива 9' \| | Стадион Деодоро, Рио-де-Жанейро Судьи: Роуз Лябреш                                                                       |
| Колумбия                                                            | 10:22 (10:5, 0:17) Протокол | Кения |
| Шарон Асеведо 1' · Катеринне Медина 7+' · Мария Лопера Валье 2' 7+' | Голы | Джанет Окело 5', 11' · Ирен Отьено 9' · Селестин Масинде 14+' · Джанет Овино 12' · Джанет Овино 5' 14+' · Дорин Нзива 9' |

Итог: женская сборная Кении по регби-7 по результатам олимпийского турнира заняла 11-е место.

### Стрельба из лука
В квалификации соревнований лучники выполняют 12 серий выстрелов по 6 стрел с расстояния 70-ти метров. По итогам предварительного раунда составляется сетка плей-офф, где в 1/32 финала 1-й номер посева встречается с 64-м, 2-й с 63-м и.т.д. В поединках на выбывание спортсмены выполняют по три выстрела. Участник, набравший за эту серию больше очков получает 2 очка. Если же оба лучника набрали одинаковое количество баллов, то они получают по одному очку. Победителем пары становится лучник, первым набравший 6 очков.
Женщины
| Соревнование              | Спортсмены    | Квалификация | Квалификация | 1/32 финала           | 1/16 финала           | 1/8 финала            | Четвертьфинал         | Полуфинал             | Финал                 | Место |
| Соревнование              | Спортсмены    | Результат    | Место        | Соперник Результат    | Соперник Результат    | Соперник Результат    | Соперник Результат    | Соперник Результат    | Соперник Результат    | Место |
| ------------------------- | ------------- | ------------ | ------------ | --------------------- | --------------------- | --------------------- | --------------------- | --------------------- | --------------------- | ----- |
| индивидуальное первенство | Шехзана Анвар | 579          | 62           | KORКи Бо Бэ (3) П 1:7 | завершила выступление | завершила выступление | завершила выступление | завершила выступление | завершила выступление | 33    |